# نويل باكستر
نويل باكستر (بالإنجليزية: Noel Baxter)‏ هو متزحلق جبال الألب بريطاني، ولد في 25 يوليو 1981.

## وصلات خارجية
- نويل باكستر على موقع الاتحاد الدولي للتزلج (التزلج على المنحدرات الثلجية) (الإنجليزية)
- نويل باكستر على موقع أوليمبيديا (الإنجليزية)
- نويل باكستر على موقع اللجنة الأولمبية البريطانية (الإنجليزية)